# Lapsi
Erano detti lapsi (in latino, 'caduti') i cristiani che, nel III e IV secolo, sotto la minaccia delle persecuzioni, compivano atti di adorazione verso gli dèi pagani.

## Introduzione
Tale termine veniva regolarmente usato nel III secolo per definire i cristiani che erano ritornati al paganesimo, specialmente per coloro che, durante le persecuzioni, avevano mostrato la loro debolezza di fronte all'idea della tortura ed avevano rinnegato la loro fede sacrificando agli dei pagani o con altre azioni. Molti dei lapsi, in realtà la maggior parte dei numerosi casi che si verificarono durante la persecuzione della metà del III secolo, certamente non tornarono al paganesimo per convinzione, ma, minacciati di spoliazione e di severe punizioni (esilio, lavori forzati o morte), non ebbero il coraggio di confessare fermamente la loro fede ed il loro unico desiderio era di salvarsi dalla persecuzione attraverso un atto esteriore di apostasia, in modo da conservare le loro proprietà, la loro libertà e la loro vita.
L'obbligo di confessione della fede cristiana in tutte le circostanze e di evitare ogni atto di abiura era stato saldamente stabilito nella chiesa fin dal periodo apostolico. La prima lettera di Pietro esortava i credenti a rimanere saldi nelle avversità (1:6, 7; 4:16, 17). Nella sua lettera a Traiano, Plinio scriveva che coloro che erano realmente cristiani non avrebbero offerto alcun sacrificio agli dèi pagani e non avrebbero proferito alcuna imprecazione contro Cristo. Tuttavia si apprende, sia dal "Pastore di Erma" che dai resoconti delle persecuzioni e dei martiri, che diversi cristiani, dopo il II secolo, mostrarono debolezza e si allontanarono dalla fede. Lo scopo dei procedimenti civili contro i cristiani, come indicato negli scritti di Traiano a Plinio, era condurli all'apostasia. Si salvarono solo quei cristiani che dichiararono di non desiderare più esserlo e compirono atti di culto pagano, ma coloro che resistettero furono puniti.
Nel "Martirio di San Policarpo" (c. iv; edizione Franz Xaver von Funk, Patres Apostolici, I, 319), si può leggere di un frigiano, tale Quinto, che, inizialmente, aveva confessato la fede cristiana, ma che, alla vista delle belve feroci nell'anfiteatro, mostrò debolezza e si fece persuadere dal proconsole a sacrificare agli dei. La lettera dei cristiani di Lione, sulla persecuzione del 177, narrava, similmente, di dieci fratelli che avevano mostrato debolezza ed erano caduti nell'apostasia. Tuttavia, isolati e stimolati dall'esempio e dal gentile trattamento che ricevettero dai cristiani che erano rimasti saldi nella loro fede, molti di loro si pentirono ed in un secondo processo, in cui i rinnegati dovevano mostrarsi convinti, confessarono Cristo e guadagnarono la corona dei martiri (Eusebio di Cesarea, Storia ecclesiastica, V, II).

## I Lapsi durante la persecuzione di Decio
In generale, nella chiesa del II secolo e dell'inizio del III era principio affermato che un apostata, anche se avesse fatto la dovuta penitenza, non poteva rientrare nella comunità cristiana, o essere riammesso all'Eucaristia. L'idolatria era uno dei tre peccati che imponevano l'esclusione dalla chiesa. Dopo la metà del III secolo, la questione dei lapsi si presentò in parecchie occasioni originando serie dispute all'interno delle Comunità cristiane e favorendo un ulteriore sviluppo della disciplina penitenziale della chiesa. La prima occasione in cui la questione dei lapsi divenne seria e condusse ad uno scisma fu durante la persecuzione di Decio (250-251).
Un editto imperiale dispose che ogni cristiano avrebbe dovuto effettuare un atto di idolatria. Chiunque si rifiutava veniva minacciato con le punizioni più severe. I funzionari imperiali furono incaricati di cercare i cristiani, di costringerli a sacrificare e di perseguitare i recalcitranti con la massima severità. Per la Chiesa, le conseguenze di questo primo editto di persecuzione generale furono terribili. Durante la lunga pace di cui avevano goduto i cristiani, molti erano stati allettati dallo spirito della mondanità. Un gran numero di laici e persino alcuni membri del clero, alla promulgazione dell'editto, si affollarono immediatamente agli altari degli idoli pagani per offrir loro sacrifici. Esistono tuttora dettagliate testimonianze di quanto avvenne in Africa ed a Roma grazie alla corrispondenza di San Cipriano di Cartagine ed ai suoi trattati,  De catholicae ecclesiae unitate e De lapsis (Caecilii Cypriani opera omnia, ed. Hartel I, II, Vienna, 1868-1871). I lapsi furono classificati in vari modi, a seconda della gravità dell'atto di cui si erano macchiati:
- Turificati, coloro che avevano bruciato l'incenso agli dei.
- Sacrificati, coloro che avevano offerto sacrifici agli dei.
- Libellatici, coloro che si erano procurati documenti falsi che, pur non avendolo fatto, attestavano il loro sacrificio agli dei.
- Traditores, termine riferito a vescovi e presbiteri che avevano consegnato le Sacre Scritture alle autorità romane. Il termine trae la sua radice dal verbo latino tradere che significava "consegnare" e assunse poi il significato di "tradire", in riferimento a Giuda che aveva consegnato Gesù al sinedrio.

Attualmente sono noti cinque di questi libelli (uno conservato ad Oxford, uno a Berlino, due a Vienna e uno ad Alessandria).  Ad alcuni cristiani fu permesso di presentare alle autorità una dichiarazione scritta comprovante il loro sacrificio agli dèi e fu chiesto un certificato di questo atto (libellum tradere): questo certificato veniva portato alle autorità ed i richiedenti ricevevano in cambio l'attestazione (libellum accipere). Coloro che avevano realmente sacrificato (i sacrificati ed i thurificati), inoltre, ricevettero un ulteriore certificato. I libellatici propriamente detti erano coloro che avevano ottenuto i certificati senza aver sacrificato realmente. Alcuni dei libellatici, che inviarono alle autorità i documenti sottoscritti sui loro sacrifici, reali o fittizi, furono chiamati anche acta facientes.
I nomi dei cristiani che avevano manifestato la loro apostasia con uno dei metodi suddetti, erano inseriti in apposite liste. Dopo che costoro avevano ricevuto le loro attestazioni e avevano saputo che i loro nomi erano stati registrati in questo modo, si ritenevano al sicuro da nuove inquisizioni e persecuzioni. La maggior parte dei lapsi, in realtà, aveva solo obbedito all'editto di Decio per debolezza: essi, nel loro intimo, desideravano rimanere cristiani. Ritenendosi al sicuro da ulteriori persecuzioni, ora essi desideravano assistere ancora al culto cristiano ed essere riammessi in comunione con la chiesa; tuttavia questo desiderio era contrario alla disciplina penitenziale allora esistente. I lapsi di Cartagine riuscirono a portare dalla loro alcuni cristiani che erano rimasti fedeli ed avevano patito tortura e prigione. Questi confessori inviarono lettere di raccomandazione a nome dei martiri defunti (libella pacis) al vescovo in favore dei rinnegati. In virtù di queste "lettere di pace", i lapsi avrebbero voluto rientrare immediatamente in comunione con la chiesa e, in realtà, alcuni di loro furono riammessi da membri del clero ostili a Cipriano. Simili difficoltà sorsero a Roma, dove i nemici cartaginesi di San Cipriano cercarono supporto nei loro attacchi contro il vescovo.
Cipriano, che era rimasto in costante comunicazione con il clero romano durante la sede vacante dopo il martirio di Papa Fabiano, decise che nulla avrebbe dovuto essere fatto in materia di riconciliazione dei lapsi fino al termine della persecuzione ed al suo ritorno a Cartagine. Soltanto quegli apostati che si mostravano penitenti ed erano in possesso di un libellum pacis scritto da un confessore, avrebbero potuto ottenere l'assoluzione e l'ammissione alla comunione con la chiesa ed alla santa Eucaristia, se fossero seriamente malati o in punto di morte. A Roma, inoltre, fu stabilito il principio che gli apostati non avrebbero dovuto essere perdonati, ma che avrebbero dovuto essere esortati a fare penitenza, in modo che, nel caso fossero stati richiamati delle autorità pagane, avrebbero potuto scontare la loro apostasia confessando fermamente la fede. Tuttavia, la comunione non doveva essere rifiutata a coloro che erano gravemente malati ed a coloro che desideravano scontare la loro apostasia con la penitenza.

### Lo scisma di Novaziano
A Cartagine, la fazione che si opponeva a Cipriano non accettò la decisione del vescovo e diede vita ad uno scisma. Dopo l'elezione di Cornelio alla Cattedra di Pietro, il presbitero romano Novaziano si proclamò Papa e divenne il massimo sostenitore della disciplina più rigorosa, poiché rifiutava senza riserve la riammissione in comunione con la chiesa di coloro che erano caduti. Fu il fondatore del Novazianismo.
Subito dopo ritorno di Cipriano alla sua sede, nella primavera del 251, a Roma ed in Africa furono convocati dei sinodi. In tali sedi fu trovata una soluzione comune al problema dei lapsi. Fu adottato come principio che essi avrebbero dovuto essere incoraggiati a pentirsi e, a determinate condizioni e dopo un'adeguata penitenza pubblica (exomologesis), avrebbero potuto essere riammessi in comunione. Nel fissare la durata della penitenza, i vescovi dovevano prendere in considerazione le circostanze dell'apostasia; per esempio, se il penitente aveva offerto il sacrificio immediatamente o solo dopo tortura, se aveva portato la sua famiglia nell'apostasia o l'aveva risparmiata dopo avere ottenuto un certificato. Coloro che avevano realmente sacrificato (sacrificati o thurificati), avrebbero potuto essere riconciliati con la Chiesa soltanto in punto di morte. I libellatici, dopo un'adeguata penitenza, avrebbero potuto essere riammessi immediatamente.
In considerazione di una imminente e severa nuova persecuzione, in un successivo sinodo cartaginese fu deciso che tutti i lapsi che avevano fatto pubblica penitenza avrebbero dovuto essere riammessi in piena comunione con la Chiesa. Il vescovo Dionisio di Alessandria, Papa Cornelio, i vescovi italiani, Cipriano ed i vescovi africani, assunsero tutti lo stesso atteggiamento verso i lapsi. Ma ad oriente, le posizioni di Novaziano trovarono inizialmente terreno fertile. Gli sforzi dei sostenitori di Cornelio riuscirono a portare la maggior parte dei vescovi orientali a riconoscerlo quale legittimo pontefice romano. Tale riconoscimento, naturalmente, portò all'accettazione dei principi sul caso del lapsi. Alcuni gruppi di cristiani in differenti parti dell'impero, tuttavia, accettarono le tesi di Novaziano dando vita ad una piccola comunità scismatica.

## La persecuzione di Diocleziano
Ai tempi della "grande persecuzione" di Diocleziano, gli eventi presero la stessa piega che avevano preso durante quella di Decio. Durante questo periodo, molti cristiani tornarono, anche solo in parte, a pratiche pagane. Come in precedenza, effettuarono atti di culto pagani, o tentarono con artifici di eludere la persecuzione. Alcuni, con la complicità dei funzionari preposti, al loro posto, inviarono a sacrificare i loro schiavi; mentre altri li corruppero per far figurare i loro nomi tra coloro che avevano effettuato i prescritti sacrifici (Petrus Alexandrinus, Liber de poenitentia). Nella persecuzione di Diocleziano fece la sua comparsa una nuova categoria di lapsi: i traditores. Costoro erano i cristiani (principalmente ecclesiastici) che, per obbedire ad un editto, consegnarono i libri sacri alle autorità. Come nella precedente occasione i lapsi di Roma, guidati da un certo Heraclius, tentarono con la forza di ottenere la riammissione in comunione con la chiesa senza effettuare alcuna penitenza, ma i papi Marcello prima ed Eusebio poi, si attennero strettamente alla disciplina penitenziale tradizionale. La confusione causata da questi scontri fra i cristiani romani indusse Massenzio a bandire prima Marcello, poi Eusebio ed Eraclio (si vedano le iscrizioni di Papa Damaso I sui papi Marcello ed Eusebio; in Ihm, Damasi epigrammata, Lipsia, 1895, p. 51, n. 48; p. 25, n. 18). In Africa, lo scisma donatista sorse proprio dalle dispute sui lapsi, in particolar modo per i traditores. Vari sinodi del IV secolo elaborarono canoni sul trattamento dei lapsi, per esempio il Concilio di Elvira del 306 (canoni i-xiv, xlvi), il primo concilio di Arles del 314 (canone xiii), il Concilio di Ancyra del 314 (canoni i-ix) ed il Concilio generale di Nicea (canone xiii). Molte delle decisioni prese da questi concili riguardarono soltanto i membri del clero che erano caduti nell'apostasia durante la persecuzione.

## Persecuzione dei Lapsi
In seguito all'Editto di Tessalonica del 380 il Cristianesimo divenne religione di Stato. Col decreto emesso a Concordia nel 391 da Teodosio I, i lapsi vennero perseguiti direttamente dallo stato; in questo caso il termine si riferisce a battezzati che mantenevano o riprendevano i riti pagani.